# Egmanton
 (janvier 2024).
Egmanton est un village du Nottinghamshire, en Angleterre.